# اولین کورپوریشن
اولین کورپوریشن (انگلیسی: Olin Corporation) شرکت صنایع شیمیایی آمریکایی است، که در سال ۱۸۹۲ توسط فرانکلین اولین تأسیس شد.